# Großrußbach
Großrußbach je město v okrese Korneuburg v Dolních Rakousích.
Počet obyvatel města je 2 142  a rozloha je 32,71 km². Nadmořská výška sídla je 291 m n. m. a zalesnění dosahuje 14,2 %.

## Geografie
Großrußbach leží v údolí dunajského přítoku Rußbach ve vrchovině v historické oblasti Weinviertel asi 17 kilometrů severně od okresního města Korneuburg.

### Administrativní členění
Město se skládá ze šesti místních částí (v závorkách uveden počet obyvatel k 31. říjnu 2011):
- Großrußbach (870)
- Hipples (206)
- Karnabrunn (334)
- Kleinebersdorf (291)
- Weinsteig (211)
- Wetzleinsdorf (219)

## Politika

### Starostové
- do roku 2013 Johann Müller (ÖVP)
- od roku 2013 Josef Zimmermann (ÖVP)